# Thailändische Frauen-Cricket-Nationalmannschaft gegen Irland in der Saison 2024
Die Tour der thailändischen Frauen-Cricket-Nationalmannschaft gegen Irland in der Saison 2024 fand vom 16. bis zum 18. April 2024 in den Vereinigten Arabischen Emiraten statt. Die internationale Cricket-Tour war Bestandteil der internationalen Cricket-Saison 2024 und umfasste zwei WTwenty20s. Irland gewann die Serie mit 1−0.

## Vorgeschichte
Für beide Mannschaften war es die erste Tour der Saison und das erste Aufeinandertreffen bei einer bilateralen Tour.

## Stadion
Das folgende Stadion wurde für die Tour als Austragungsort vorgesehen.
| Stadion            | Stadt | Kapazität | Spiele       |
| ------------------ | ----- | --------- | ------------ |
| The Sevens Stadium | Dubai |           | 1. & 2. WT20 |

## Kaderlisten
Die Mannschaften benannten die folgende Kader.
| WTwenty20 | WTwenty20 |
| Irland | Thailand |
| --- | --- |
| - Laura Delany (K) - Ava Canning - Alana Dalzell - Georgina Dempsey - Amy Hunter (wk) - Arlene Kelly - Gaby Lewis - Louise Little - Joanna Loughran - Jane Maguire - Cara Murray - Leah Paul - Orla Prendergast - Eimear Richardson - Rebecca Stokell | - Naruemol Chaiwai (K) - Nattaya Boochatham - Nannaphat Chaihan - Natthakan Chantham - Sunida Chaturongrattana - Onnicha Kamchomphu - Rosenanee Kanoh - Suwanan Khiaoto (wk) - Nannapat Koncharoenkai (wk) - Suleeporn Laomi - Phannita Maya - Chayanisa Phengpaen - Thipatcha Putthawong - Chanida Sutthiruang - Aphisara Suwanchonrathi |

## Women’s Twenty20 International

### Erstes WTwenty20 in Dubai
| 16. April Scorecard | Dubai | Irland         | – | Thailand |
|                     |       | Spiel abgesagt |   |          |

Spiel wurde auf Grund von Regenfällen abgesagt. 

### Zweites WTwenty20 in Dubai
| 18. April Scorecard | Dubai | Thailand 79 (19)             | – | Irland 83-2 (13.2) |
|                     |       | Irland gewinnt mit 8 Wickets |   |                    |

Thailand gewann den Münzwurf und entschied sich als Schlagmannschaft zu beginnen.

## Auszeichnungen

### Player of the Series
Als Player of the Series wurden der folgende Spieler ausgezeichnet.
| Serie | Player of the Series |
| ----- | -------------------- |
| WT20  | –                    |

### Player of the Match
Als Player of the Match wurden die folgenden Spielerinnen ausgezeichnet.
| Spiel   | Player of the Match |
| ------- | ------------------- |
| 1. WT20 | –                   |
| 2. WT20 | –                   |